# 아레시오 보니

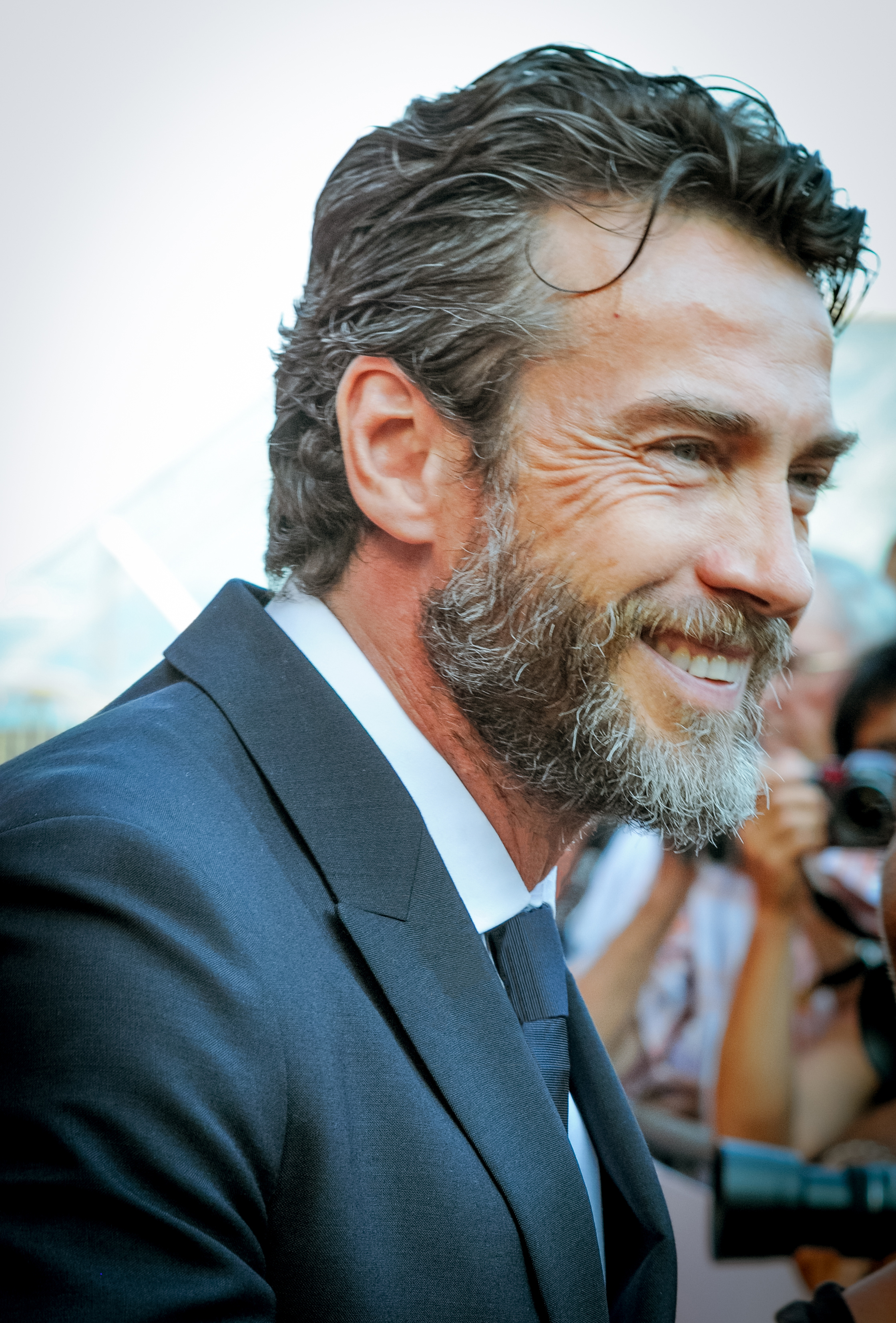

아레시오 보니(Alessio Boni, 1966년 7월 4일 ~ )는 이탈리아의 연극 배우, 영화배우이다.

## 영화
- 올 마이 나이츠 (2018년)
- 안개 속 소녀 (2017년) - 로리스 마티니 교수 역
- 섬웨어 어메이징 (2015년)
- 오디세우스 (2013년)
- 시네스테시아 (2010년)
- 코메 운 소피오 (2010년)
- 푸치니 (2009년)
- 와일드 블러드 (2008년)
- 굿바이 키스 (2006년)
- 마음 속의 야수 (2005년) - 프랑코 역
- 한번 태어나면 숨을 곳이 없다 (2005년)
- 베스트 오브 유스 (2003년)